# Poncins
Poncins é uma comuna francesa na região administrativa de Auvérnia-Ródano-Alpes, no departamento de Loire. Estende-se por uma área de 20,63 km². Em 2010 a comuna tinha 1 142 habitantes (densidade: 55,4 hab./km²).